# Stanka Zlateva
Stanka Zlateva Hristova (in bulgaro Станка Златева Христова?; 1º marzo 1983) è una lottatrice bulgara.

## Palmarès
- Giochi olimpici

Pechino 2008: argento nei 72 kg.
Londra 2012: argento nei 72 kg.
- Mondiali

Canton 2006: oro nei 72 kg.
Baku 2007: oro nei 72 kg.
Tokyo 2008: oro nei 72 kg.
Herning 2009: bronzo nei 72 kg.
Mosca 2010: oro nei 72 kg.
Istanbul 2011: oro nei 72 kg.
- Europei

Varna 2005: bronzo nei 72 kg.
Mosca 2006: oro nei 72 kg.
Sofia 2007: oro nei 72 kg.
Tampere 2008: oro nei 72 kg.
Vilnius 2009: oro nei 72 kg.
Baku 2010: oro nei 72 kg.
Dortmund 2011: bronzo nei 72 kg.
Vantaa 2014: oro nei 75 kg.